# Körperbehindertenpädagogik
Die Körperbehindertenpädagogik ist eine Fachrichtung der Sonderpädagogik, die wiederum eine Fachrichtung der Allgemeinen Pädagogik ist. Sie beschäftigt sich mit sonderpädagogischen sowie didaktisch-methodischen Fragestellungen der Erziehung, Bildung und Rehabilitation insbesondere von Kindern und Jugendlichen, die einen sonderpädagogischen Förderbedarf auf Grund einer körperlichen Behinderung aufweisen. Die auf die „Entwicklungsbesonderheiten körperbehinderter Kinder zugeschnittene Didaktik“ ist dabei „weniger eine ‚Sonder‘-Didaktik“, als „vielmehr eine hoch differenzierte allgemeine Didaktik schulischer Förderung“. Insofern modifiziert die Körperbehindertenpädagogik in didaktisch-methodischer Hinsicht die allgemeine Pädagogik und ergänzt sie im Blick auf die jeweiligen unterschiedlichen rehabilitativen Lernbedürfnisse ihrer Zielgruppen. In Deutschland ist es möglich, diese Fachrichtung mit dem Abschluss Magister, Master oder Lehramt für Sonderpädagogik an Universitäten zu studieren.